# Lexikon der indogermanischen Partikeln und Pronominalstämme
Lexikon der indogermanischen Partikeln und Pronominalstämme (LIPP, "Léxico de partículas y pronombres indoeuropeos") es un diccionario etimológico del idioma protoindoeuropeo (PIE) que estudia en especial las partículas y pronombres de esa lengua antigua. Publicada en 2014, la obra se compone de dos volúmenes; el primero contiene una introducción, terminología, las leyes fonéticas, partículas, pronombres, adverbios, sufijos nominales, con apéndices e índices finales; el segundo volumen contiene el léxico estudiado en el volumen primero.